# G0422 (China)
De G0422 of Wushen Expressway is een autosnelweg in de Volksrepubliek China. De weg loopt van Wuhan naar Shenzhen. De naam Wushen is een porte-manteau van de eindpunten Wuhan en Shenzhen. 